# Saint-Julien-lès-Montbéliard
Pour les articles homonymes, voir Saint-Julien.

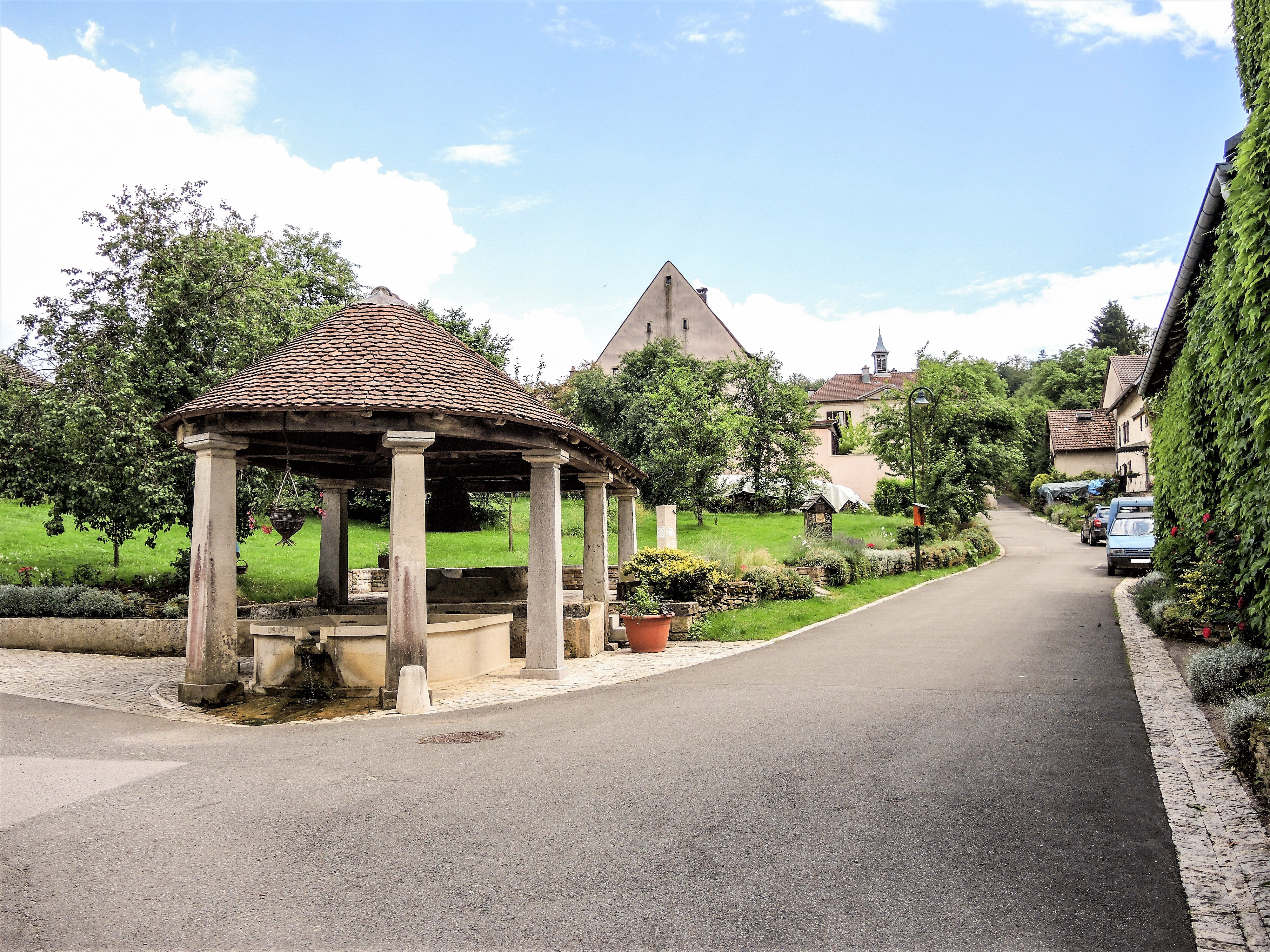
Fontaine-lavoir-abreuvoir

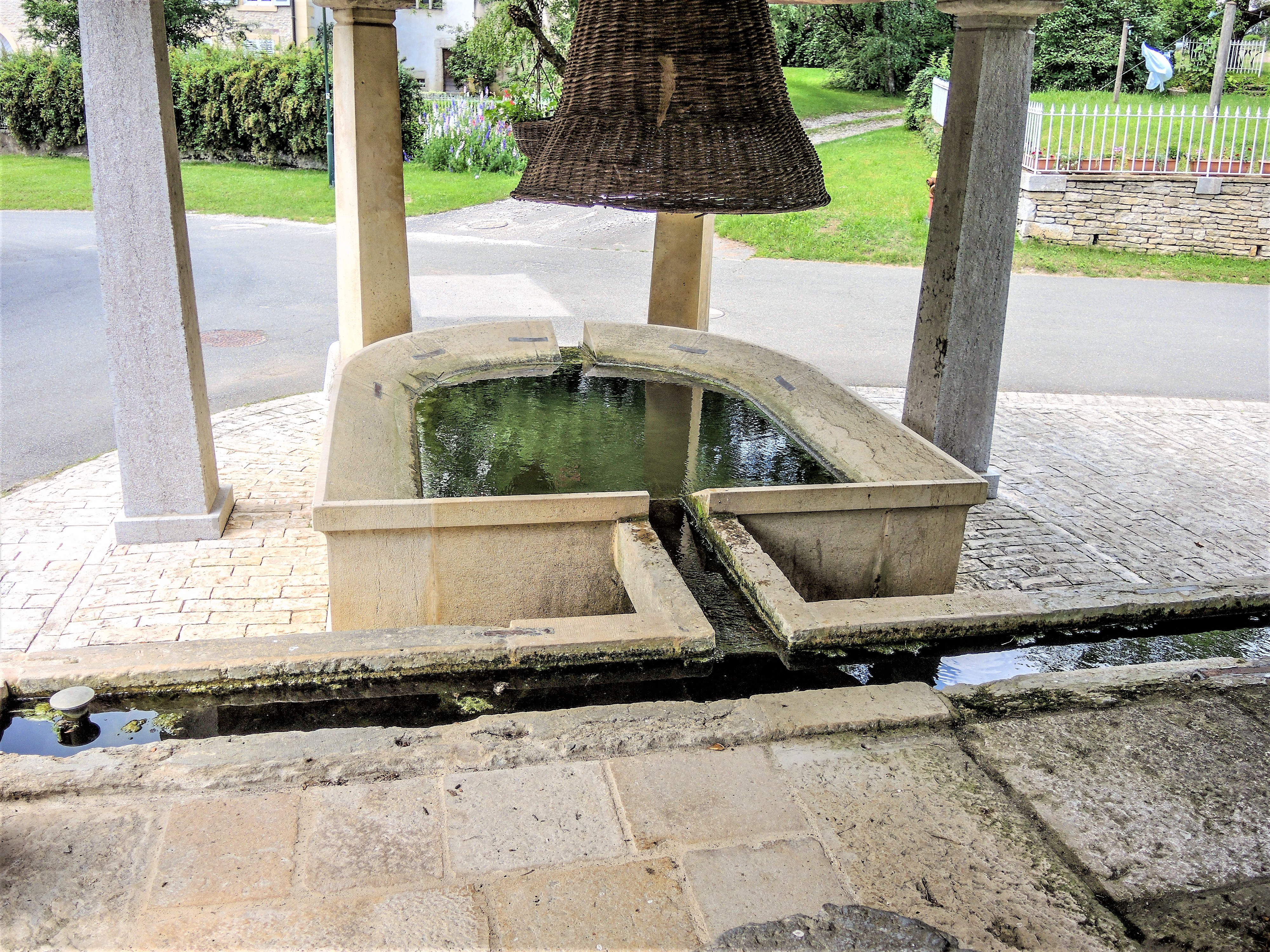
Bassin du lavoir, avec canal d'alimentation

Saint-Julien-lès-Montbéliard est une commune française située dans le département du Doubs, la région culturelle et historique de Franche-Comté et la région administrative Bourgogne-Franche-Comté.
Ses habitants sont appelés Loi Limôsins.

## Géographie

### Risques
Le risque sismique est modéré sur le territoire de la commune de Saint-Julien-lès-Montbéliard. Elle se trouve dans une zone de sismicité de 3/5.
Il y a un faible potentiel d'émission de radon. Cet élément est un gaz radioactif qui est produit par la désintégration de l'uranium présent dans les roches.
Dans un rayon de 150 km autour de Saint-Julien-lès-Montbéliard se situent cinq centrales nucléaires :
- la centrale nucléaire de Mühleberg à 75 km ;
- la centrale nucléaire de Fessenheim à 77 km ;
- la centrale nucléaire de Gösgen à 96 km ;
- la centrale nucléaire de Leibstadt à 112 km ;
- la centrale nucléaire de Beznau à 114 km ;

Ces centrales provoqueraient un risque nucléaire pour la commune en cas d'explosion.

### Climat
Pour des articles plus généraux, voir Climat de la Bourgogne-Franche-Comté et Climat du Doubs.
En 2010, le climat de la commune est de type climat de montagne, selon une étude du Centre national de la recherche scientifique s'appuyant sur une série de données couvrant la période 1971-2000. En 2020, Météo-France publie une typologie des climats de la France métropolitaine dans laquelle la commune est exposée à un climat semi-continental et est dans une zone de transition entre les régions climatiques « Lorraine, plateau de Langres, Morvan » et « Jura ». 
Pour la période 1971-2000, la température annuelle moyenne est de 9,5 °C, avec une amplitude thermique annuelle de 17,3 °C. Le cumul annuel moyen de précipitations est de 1 173 mm, avec 12,7 jours de précipitations en janvier et 10,6 jours en juillet. Pour la période 1991-2020, la température moyenne annuelle observée sur la station météorologique de Météo-France la plus proche, « Medière », sur la commune de Médière à 11 km à vol d'oiseau, est de 11,5 °C et le cumul annuel moyen de précipitations est de 1 105,2 mm. 
La température maximale relevée sur cette station est de 40,2 °C, atteinte le 24 juillet 2019 ; la température minimale est de −17 °C, atteinte le 5 février 2012,,. 
Les paramètres climatiques de la commune ont été estimés pour le milieu du siècle (2041-2070) selon différents scénarios d'émission de gaz à effet de serre à partir des nouvelles projections climatiques de référence DRIAS-2020. Ils sont consultables sur un site dédié publié par Météo-France en novembre 2022.

## Urbanisme

### Typologie
Au 1er janvier 2024, Saint-Julien-lès-Montbéliard est catégorisée commune rurale à habitat dispersé, selon la nouvelle grille communale de densité à 7 niveaux définie par l'Insee en 2022.
Elle est située hors unité urbaine. Par ailleurs la commune fait partie de l'aire d'attraction de Montbéliard, dont elle est une commune de la couronne,. Cette aire, qui regroupe 137 communes, est catégorisée dans les aires de 50 000 à moins de 200 000 habitants,.

### Occupation des sols
L'occupation des sols de la commune, telle qu'elle ressort de la base de données européenne d’occupation biophysique des sols Corine Land Cover (CLC), est marquée par l'importance des forêts et milieux semi-naturels (46,6 % en 2018), une proportion identique à celle de 1990 (46,6 %). La répartition détaillée en 2018 est la suivante : 
forêts (46,6 %), terres arables (23,5 %), zones agricoles hétérogènes (12,5 %), prairies (10,1 %), zones urbanisées (7,3 %). L'évolution de l’occupation des sols de la commune et de ses infrastructures peut être observée sur les différentes représentations cartographiques du territoire : la carte de Cassini (XVIIIe siècle), la carte d'état-major (1820-1866) et les cartes ou photos aériennes de l'IGN pour la période actuelle (1950 à aujourd'hui).

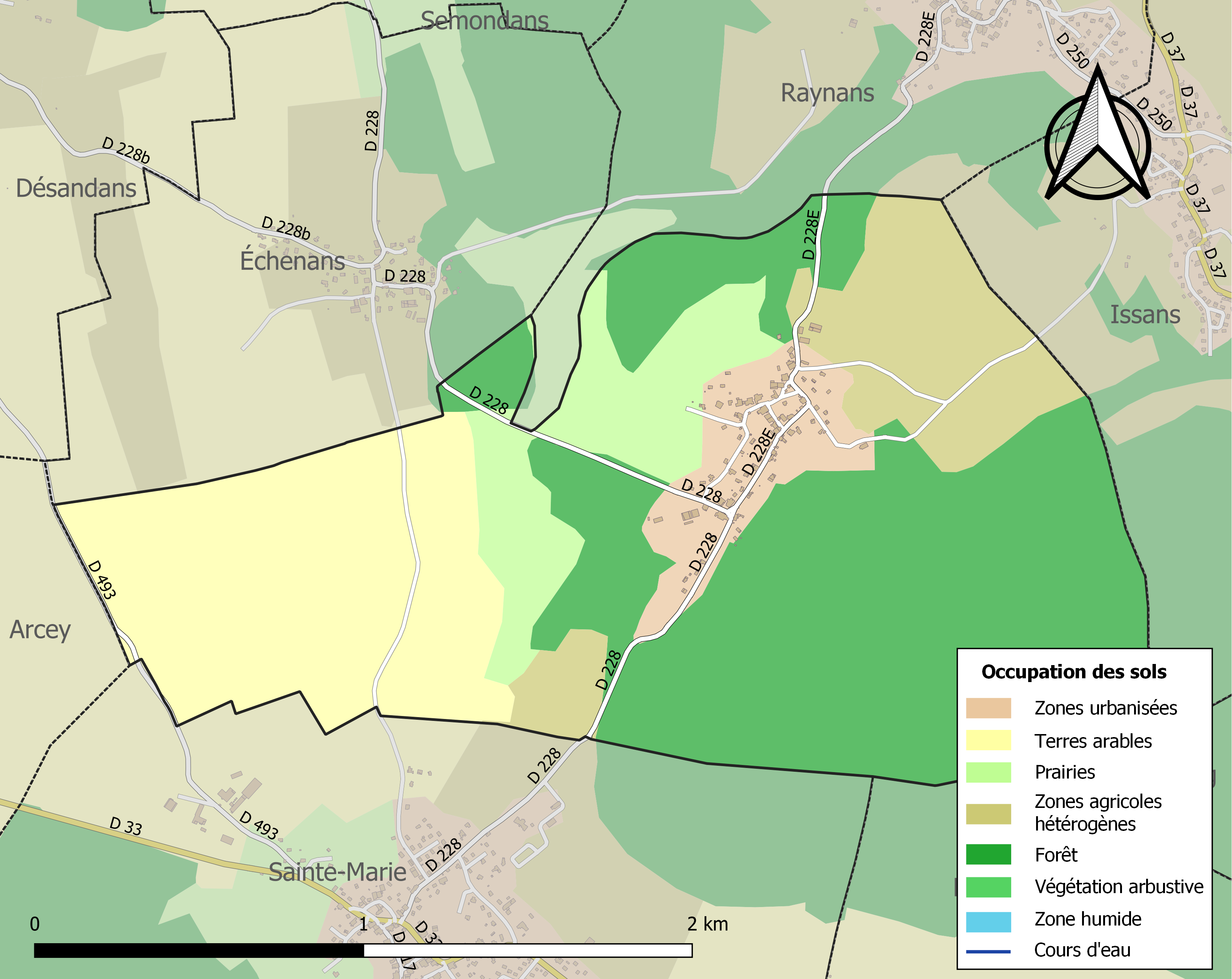
Carte des infrastructures et de l'occupation des sols de la commune en 2018 (CLC).

## Histoire
Saint-Julien paraît être un village très ancien, un établissement rural dont l'oratoire était dédié à un saint Julien qu'il est quasi impossible de déterminer. On a supposé qu'il avait été fondé par des moines relevant de l'abbaye de Luxeuil. Un échange intervenu entre l'abbaye Notre-Dame de Belchamp et le chapitre de Montbéliard en 1150 donne parmi les témoins un certain « magister Odolo de Sancto Juliano». C'est véritablement la première apparition connue et sûre du nom du village, tous les témoins sont de la région. Toute l'histoire médiévale de Saint Julien demeure très obscure. On sait que le village a toujours fait partie du comté de Montbéliard dès le XIe siècle, qu'un Huguenin Quarré, écuyer, y avait un fief en 1374 et qu'en 1378 le même « Huguenin diz Quaire » est dit « filz Jehan diz Quaire » tenant un fief au village. Cette date donne aussi la vieille forme du nom du village : Sainct Gellin, forme conservée par le patois jusqu'au XIXe siècle. On sait que le village fut partagé entre plusieurs seigneurs vassaux du comte de Montbéliard, que l'archevêque de Besançon y a possédé des dîmes, mais est-ce le « bon » Saint-Gelin ? et qu'un fief a appartenu à la Maison de Franquemont au XVe siècle après avoir dépendu de celle de Beveuge. C'est ainsi que le 2 avril 1429, Henri d'Accolans, seigneur de Beveuge, vendit à Henri de Franquemont une partie de fief et des terres situées à Raynans, Présentevillers et Saint-Julien. On a, en outre, en 1448, un dénombrement des terres franches relevant des Franquemont et des Grammont. Il est également sûr que le 18 mai 1431 les paysans du village, mainmortables jusque-là, furent englobés dans l'affranchissement général des paysans du comté de Montbéliard accordé par la comtesse Henriette. La « bonne comtesse » que les souvenirs populaires ont transformé avec les siècles en « Tante Airie », cette bonne fée, sur un âne, visitait, le 24 décembre (dans la nuit), les « tués » des fermes pour distribuer aux enfants sages les récompenses de Noël (une orange, un jouet) ou des verges pour punir les enfants désobéissants. Elle sera remplacée au XXe siècle par le Père Noël.
Saint-Julien dut subir, comme Raynans, le contre-coup des guerres de Bourgogne, lors de la bataille du 13 novembre 1474 qui se déroula près de l'étang de Raynans, non loin du moulin.
XVIe au XIXe siècle
Au XVIe siècle, Saint-Julien fut relativement épargné par le raid dévastateur des Guise ; À côté de la ruine de Raynans, on ne dénombra que 3 maisons incendiées, mais aussi le vol de 30 chevaux, 12 bœufs, 6 vaches et 12 porcs. Les pertes furent estimées à 3602 florins, pratiquement le tiers de celles de Raynans et de Présentevillers.
Avec la guerre de Trente Ans, arriva la peste qui décima le village et la contrée. Les exactions françaises après 1674, jusqu'en 1697, contrarièrent la restauration du village qui ne put se faire que pendant la période de paix du XVIIIe siècle. Saint-Julien devint français en 1793 par l'annexion de la principauté de Montbéliard et, comme tous les villages du comté de Montbéliard, eut le privilège, de 1793 à 1816, de changer quatre fois de département et deux fois de canton après la disparition de l'éphémère canton de Désandans en 1802. Le cadastre fut établi sous l'Empire en 1812 comme la plupart de ceux des communes de la vallée du Rupt (1805 à 1815).
Le village fut marqué, en 1870-1871, par l'arrivée depuis Arcey, de l'Armée de l'Est de Bourbaki se dirigeant vers Héricourt et Montbéliard, puis, après l'échec de la Lizaine, les 17-18 janvier 1871, par la retraite terrible en plein hiver des soldats de la République dénués de tout.
XXe siècle
Pendant la guerre de 1914-1918, comme Raynans et Issans, Saint-Julien hébergea en partie la population alsacienne du village évacué de Pfetterhouse (68), conquis lors de l'attaque du Sundgau en 1914.
À la fin de la Seconde Guerre mondiale, Saint-Julien fut libéré le 16 novembre 1944, lors de la contre-attaque de la 2e D.I.M. de la Ire Armée française. L'action fut conduite par le C.C.4 de la 5e D.B. avec les 4e et 8e R.T.M. en évitant l'axe de la R.N. 83 tenu par l'ennemi. La manœuvre de contournement passa par Echenans, Saint-Julien, Raynans, Laire et libéra Héricourt le 17 novembre 1944.

### Histoire religieuse
Avant la Réforme, Saint-Julien formait une petite paroisse avec église et curé résident. En 1490, des comptes de cires et de dîmes étaient payés au chapitre Saint-Maimboeuf de Montbéliard. Un an après, on apprend que le curé de Saint-Gelin, un certain Guillaume Duvernoy, avait « amodié » son église paroissiale à « Messire Guillaume Denis ».
La Réforme fut introduite en 1540-1541, un pasteur vint résider dans le village. La paroisse comprenait une filiale : Sainte-Marie et 4 annexes avec Echenans, Raynans, Issans et Allondans. Mais Allondans en fut détaché au XIXe siècle pour devenir paroisse de 1847 à 1939. Allondans est de nouveau une annexe de la paroisse de la vallée du Rupt. La paroisse de Saint-Julien était une des plus grandes paroisses rurales du Pays. Elle était considérée au XVIIIe siècle comme la meilleure de la principauté. En principe, le meilleur ministre de la campagne y exerçait son pastorat. Plus de 30 pasteurs se sont succédé à Saint-Julien de 1541 à 1945. Le premier, Noël Etienne, de Troyes en Champagne, fut congédié par l'intérim de 1549 et devint simple catéchiste jusqu'en 1552. Plusieurs de ses successeurs, Renaud Hugonius en 1563, François Maurice en 1567, Wattelet Jean en 1577 furent renvoyés comme zwingliens et calvinistes, au moment de l'établissement de l'Église luthérienne par le prince. Deux pasteurs moururent de la peste à leur poste en 1635 et 1636: Pierre Wurpillot et Michel Delaunay. Si bien que leur successeur Hector Mégnin, dut desservir de 1636 à 1643 également la paroisse de Désandans privée de ministre. Un Pierre Rayot de Saint-Julien fut ministre dans son village de 1672 à 1683. La pierre tombale du pasteur Pierre Morel (1707-1724) forme le seuil du temple. Trois pasteurs se succédèrent durant le XVIIIe siècle. Jules Frédéric Morel (1725-1734), Isaac Flamand (1734-1746) et Pierre Abraham Bernard (1746-1781). Les inventaires après-décès des deux derniers montrent qu'ils étaient des ministres cultivés (belles bibliothèques). Au XIXe siècle, se suivirent les pasteurs Goguel Ch. F. (1781-1812) puis Surleau père et fils (1812-1844-1893). Au pasteur Sigrist (1893-1901) succéda le pasteur-historien Charles Mathiot jusqu'en 1913. La paroisse fut vacante de 1913 à 1917. Les pasteurs Huguenin et Florimond Canepeel y officièrent par la suite, ce dernier de 1925 à 1947.
Le presbytère fut détruit par les Guise en 1588 ; relevé il fut à nouveau incendié et anéanti pendant la guerre de Trente Ans. Le prince Georges II le fit reconstruire dans l'année 1674, il porte la date de 1675 et fut occupé par le pasteur Pierre Rayot pour la première fois. Il fut la résidence pastorale, jusqu'aux années 1950. Il a été vendu à un particulier qui a pris le soin de restaurer cette superbe maison dont la grange avait été transformée en 1908 en salle de réunion et en lieu de culte hivernal pour la paroisse.

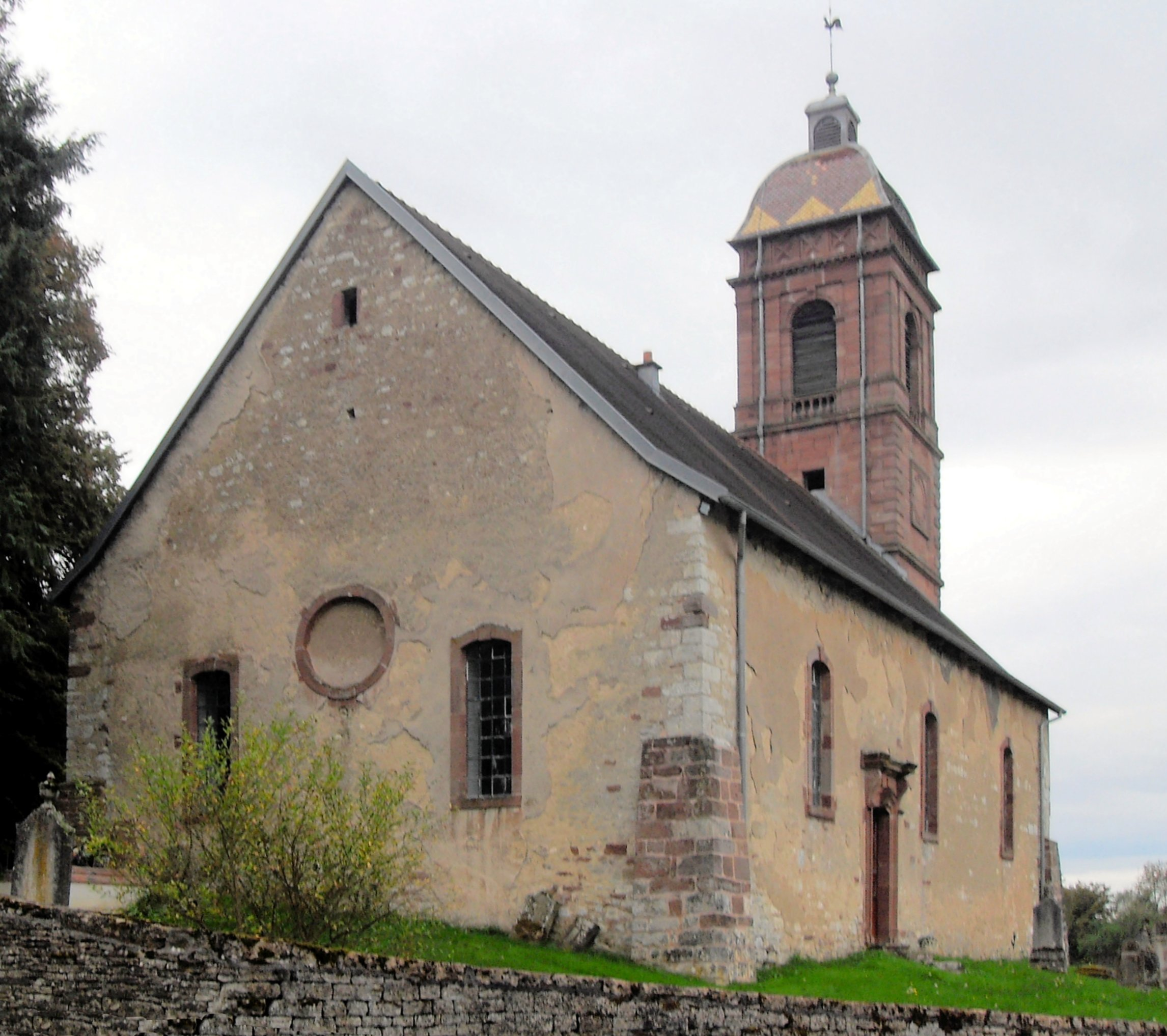
Temple protestant.

Le temple de Saint-Julien se trouve sur la colline du Mont, hors du village, isolé, entouré du cimetière paroissial qui fut utilisé par chaque village jusqu'à l'ouverture de leur propre cimetière communal au XIXe siècle. Là est toujours le cimetière de Saint-Julien.
De la vieille église du Moyen Âge, il ne reste rien. Le sanctuaire actuel fut édifié en 1744. De gros travaux y furent faits en 1848, avec édification d'un clocher en grès rose. Une grosse cloche y fut alors installée qui porte une inscription : « Puisse mon son, en pénétrant toute la paroisse, appeler les fidèles dans la maison de l'Éternel ». De nouvelles réparations au temple furent faites en 1902. Sous la direction de l'association « Les Amis des Temples » un programme important de restauration a été réalisé au cours des dernières années.

## Toponymie
Sanctus Julianus (1150), Sainct Gellin (1378-1489), Sainct Gelin (1554), Sainct Gelien (1566), Sainct Gelin (1588), Sainct Julien (1649-1681). Le changement de Saint Gelin en Saint Julien date précisément de 1650 (Registre paroissial). Saint Julien-lès-Montbéliard (XXe siècle, pour éviter la confusion avec Saint-Julien-lès-Russey).
Patois : Sin Gelin, Sin Djelin.

### Surnoms
- « Lai Limôsins » : synonyme de grands mangeurs, de gloutons...
- « Lai Bretchets » : ou vieux couteaux dont la lame branle dans le manche.

## Politique et administration
| Période                                  | Période      | Identité           | Étiquette | Qualité |
| ---------------------------------------- | ------------ | ------------------ | --------- | ------- |
| avant 1981                               | ?            | Michel Tolle       |           |         |
| 1989                                     | juillet 1997 | Robert Monsinjon   | .         | .       |
| septembre 1997                           | mars 2001    | Jean Pierre Morf   | .         | .       |
| mars 2001                                | mai 2020     | Michel Piernavieja |           | .       |
| mai 2020                                 | En cours     | Laurence Devaux    |           |         |
| Les données manquantes sont à compléter. |              |                    |           |         |

## Démographie
L'évolution du nombre d'habitants est connue à travers les recensements de la population effectués dans la commune depuis 1793. Pour les communes de moins de 10 000 habitants, une enquête de recensement portant sur toute la population est réalisée tous les cinq ans, les populations de référence des années intermédiaires étant quant à elles estimées par interpolation ou extrapolation. Pour la commune, le premier recensement exhaustif entrant dans le cadre du nouveau dispositif a été réalisé en 2007.

En 2022, la commune comptait 158 habitants, en évolution de −4,82 % par rapport à 2016 (Doubs : +1,88 %, France hors Mayotte : +2,11 %).
| 1793 | 1800 | 1806 | 1821 | 1831 | 1836 | 1841 | 1846 | 1851 |
| ---- | ---- | ---- | ---- | ---- | ---- | ---- | ---- | ---- |
| 187  | 215  | 220  | 255  | 262  | 266  | 228  | 226  | 222  |

| 1856 | 1861 | 1866 | 1872 | 1876 | 1881 | 1886 | 1891 | 1896 |
| ---- | ---- | ---- | ---- | ---- | ---- | ---- | ---- | ---- |
| 196  | 185  | 173  | 168  | 160  | 165  | 144  | 135  | 134  |

| 1901 | 1906 | 1911 | 1921 | 1926 | 1931 | 1936 | 1946 | 1954 |
| ---- | ---- | ---- | ---- | ---- | ---- | ---- | ---- | ---- |
| 113  | 111  | 116  | 111  | 104  | 108  | 109  | 109  | 97   |

| 1962 | 1968 | 1975 | 1982 | 1990 | 1999 | 2006 | 2007 | 2012 |
| ---- | ---- | ---- | ---- | ---- | ---- | ---- | ---- | ---- |
| 89   | 102  | 122  | 153  | 174  | 173  | 173  | 173  | 170  |

| 2017 | 2022 | - | - | - | - | - | - | - |
| ---- | ---- | - | - | - | - | - | - | - |
| 165  | 158  | - | - | - | - | - | - | - |

## Culture locale et patrimoine

### Lieux et monuments[20]
Saint-Julien-lès-Montbéliard contient un lavoir créé en 1882. Il se situe au milieu du village, au carrefour rue de la fontaine/rue de l'école. Il est composé de 5 bassins dont 2 qui accueillent les sources, 1 bassin pour laver le linge et 2 bassin qui abreuvait les animaux d'élevage (chevaux, vaches).

### Héraldique
| Blason de Saint-Julien-lès-Montbéliard | Blason  | Écartelé : au 1er d'or à trois demi-ramures de sable posées en fasce et rangées en pal, au 2e de gueules à deux bars adossés d'or, au 3e de gueules au temple du lieu d'or ouvert et ajouré de sable, au 4e d'or à la fontaine-lavoir du lieu de sable. |
| Blason de Saint-Julien-lès-Montbéliard | Détails | Les ramures pour les armes des Würtemberg et les bars pour la principauté de Montbéliard. Création Serge Luniaud, adoptée le 26 février 2021. |